# لويس سانشيز موراليس
لويس سانشيز موراليس (بالإنجليزية: Luis Sánchez Morales)‏ هو سياسي أمريكي، ولد في 27 نوفمبر 1867 في الولايات المتحدة، وتوفي في 27 مارس 1934 في الولايات المتحدة. حزبياً، نشط في Partido Republicano Puertorriqueño ‏.